# Brussels Museum van de Molen en de Voeding
Het Brussels Museum van de Molen en de Voeding (Frans: Musée bruxellois du Moulin et de l'Alimentation) is een museum in Evere in het Brussels Hoofdstedelijk Gewest. Het is gevestigd in een voormalige molen. Verder is er op het terrein een geklasseerde specerijentuin.

## Geschiedenis
De molen van Evere werd gebouwd in 1841. Het was aanvankelijk een windmolen die diende voor het malen van graan voor de boeren in de omgeving. In 1853 werd de molen aangesloten op een stoommachine. De wieken waren daardoor niet langer nodig en werden gedemonteerd. In 1911 kon de molen de concurrentie niet meer aan tegen de grote maalderijen. Hierdoor verloor het de oorspronkelijke functie en werd het in de rond twintig volgende jaren de vestiging voor verschillende ambachtsbedrijven en fabriekjes.
Van 1930 tot 1983 deed het gebouw dienst als specerijenfabriek van Oscar Tausig. Hierna stond de molen rond vijfentwintig jaar leeg. Ondertussen kreeg het in 1990 een beschermde status en werd het in 1998 aangekocht door de gemeente. In 2008 kreeg het uiteindelijk de museumfunctie.

## Collectie en activiteiten
In de molen is een permanente expositie opgesteld van machines en gereedschappen die werden gebruikt voor de maalderij of voor de bewerking van specerijen. Verder komt de geschiedenis van de molen aan de orde. Bijvoorbeeld wordt ingegaan op de ontwikkeling van de maaltechnieken en de evolutie van de prehistorische slijpsteen en de molensteen naar de walsmolen.
Daarnaast heeft het een expositie over een bepaald thema in de voeding die elk jaar wisselt. Voedingsthema's uit het verleden waren bijvoorbeeld: de geschiedenis van het ontbijt, de geschiedenis achter snoep, culinaire geschiedenis van de Groote Oorlog, de wereld van de maalderij, vergeten en ongewone groenten en kannibalen: tussen feit en fictie.
Verder onderneemt het museum geregeld activiteiten op culinair gebied, hetzij op eigen initiatief of als onderdeel van lokale evenementen zoals Proef Brussel, Week van de Smaak, De Nocturnes van de Brusselse Musea, Open Monumentendagen en Erfgoeddag.